# Ronaldo (Suriname)
Ronaldo, ook wel Kamp Ronaldo, is een dorp aan de Lawarivier in het ressort Tapanahony in Suriname.
De inwoners zijn Braziliaanse goudzoekers en Chinese handelaren, net als in de twee nabijgelegen dorpen Antonio do Brinco en Peruano. Langs de rivier staan de huizen op palen ter bescherming tegen de wisselende rivierstand. Op twee kilometer afstand stroomafwaarts ligt aan de overzijde het dorp Maripasoula in Frans-Guyana.
Ronaldo werd op 14 april 2025 getroffen door een brand in een Chinese bakkerij, een winkel en een benzine-magazijn. De brand ontstond door ontploffingen van tanks in het magazijn. Er vielen geen slachtoffers. Door de illegale goudwinning is er veel brandstofopslag, zoals diesel voor machines en benzine voor buitenboordmotoren.
Affivisiti · Agaigoni · Ajokojokondre · Akani Pata · Aloepi 1 & 2 · Alopi · Antino · Antonio do Brinco · Apetina · Benanoe · Benzdorp · Clementi · Cottica · Draai · Drietabbetje · Gakaba · Godo-olo · Godoro · Granbori · Herminadorp · Intelewa · Kampoe · Kawemhakan · Koemakapan · Kontina · Lensidede · Maboga · Maisa Kampu · Manlobi · Moitaki · Monpoesoe · Nikie · Paloemeu · Peleloe Tepoe · Peruano · Poeketi · Poeloegoedoe · Ronaldo · Sajé · Tjon Tjon · Tutu Kampu · Wanfinga · Wehejok